# Наташа Бофилију
Наташа Бофилију (грч. Νατάσσα Μποφίλιου; Атина, 18. април 1983) грчка је поп и етно певачица.

## Дискографија
- 2005: Εκατό μικρές ανάσες
- 2008: Μέχρι το τέλος
- 2010: Εισιτήρια διπλά
- 2012: Οι μέρες του φωτός
- 2016: Βαβέλ